# Hacılar (Kayseri)
Hacılar ist eine Stadtgemeinde (Belediye) im gleichnamigen Ilçe (Landkreis) der Provinz Kayseri in der türkischen Region Zentralanatolien und gleichzeitig ein Stadtbezirk der 1988 gebildeten Büyükşehir belediyesi Kayseri (Großstadtgemeinde/Metropolprovinz). Seit der Gebietsreform 2013 ist die Gemeinde flächen- und einwohnermäßig identisch mit dem Landkreis. Die im älteren Stadtlogo manifestierte Jahreszahl (1930) dürfte ein Hinweis auf das Jahr der Erhebung zur Stadtgemeinde (Belediye) sein.
Hacılar liegt als Binnenkreis (ohne Grenzen zu anderen Provinzen) etwa im Zentrum der Provinz/Büyükşehir und hat im Westen İncesu, im Nordosten Melikgazi, im Südosten Talas sowie im Süden Develi als Nachbarn. Der Kreis/Stadtbezirk ist flächenmäßig der kleinste, erreicht mit seiner Bevölkerungsdichte aber fast den Provinzwert (84 Einw/km²).
Als ältestes Siedlungsgebiet gilt nach mündlicher Überlieferung der Ort Dörtkuyular (Vier Brunnen). Schon bei den Osmanen urkundlich erwähnt, wurde Hacılar 1930/1931 Gemeinde und ist seit 9. September 1991 ein Landkreis. Hacılar ist berühmt für seine fruchtbaren Gärten. Früher lebten die Bewohner hauptsächlich von der Landwirtschaft, Teppichknüpferei, Tierzucht und Handwerk. Heutzutage haben vor allem die Möbel- und Elektronikindustrie (HES-Hacılar Elektrik Sanayii) Landwirtschaft und Tierzucht verdrängt.
Durch das Gesetz Nr. 3647 wurde Hacılar aus dem Kreis Melikgazi abgespalten. Er war dort ein Bucak, bestehend aus dem gleichnamigen Verwaltungssitz, der Belediye Hacılar und drei Dörfern. Ende 2012 wurden beide noch bestehende Dörfer (Karpuzsekisi und Sakarçiftliği) in Mahalle überführt und zu den bestehenden zwölf der Kreisstadt hinzugefügt. Durch die Herabstufung stieg die Anzahl der Mahalle auf zwölf. Ihnen steht ein Muhtar als höchste Beamter vor.
Die zwölf Mahalles waren Ende 2012 im Durchschnitt von 1.037 Menschen bewohnt, die meisten Bewohner hatte Yukarı Mah. mit 1.804 Einw.